# Burger King
Burger King (BK) је амерички ланац ресторана брзе хране са седиштем у округу Мајами-Дејд. Основан је 1953. године под називом Insta-Burger King у Џексонвилу. Након што је Insta-Burger King наишао на финансијске потешкоће, Дејвид Еџертон (1927—2018) и Џејмс Макламор (1926—1996) купили су га 1959. и преименовали у „Burger King”. Током наредних пола века, мењао је власника четири пута, док га је трећи сет власника — партнерство TPG Capital, Bain Capital и Goldman Sachs Capital Partners — претворио у јавно предузеће. Крајем 2010. 3G Capital из Бразила је купио већински удео, вредан 3,26 милијарди долара. Нови власник је одмах покренуо реструктурирање како би преокренуо богатство. 3G, заједно са партнером Berkshire Hathaway, на крају је спојио Burger King са канадским ланцем крофни Tim Hortons, под покровитељством новог предузећа са седиштем у Канади под називом Restaurant Brands International.
Од 31. децембра 2018. известио је да има 17.796 продајних места у 100 држава. Од тог броја, скоро половина се налази у САД, а 99,7% је у приватном власништву и њима управља, док су нови власници прешли на скоро потпуно франшизни модел 2013. године. Burger King је дуже време користио неколико варијанти франшизинга да прошири своје пословање. Начин на који лиценцира своје чиниоце франшизе варира у зависности од територије, при чему су неке регионалне франшизе, познате као мастер-франшизе, одговорне за продају подлиценци за франшизу у име предузећа.